# Monterrey Open 2025 - Qualificazioni singolare
Le qualificazioni del singolare femminile del Monterrey Open 2025 sono un torneo di tennis preliminare per accedere alla fase finale della manifestazione disputate il 16 e 17 agosto 2025. Le vincitrici dell'ultimo turno entrano di diritto nel tabellone principale. In caso di ritiro di una o più giocatrici aventi diritto a queste subentrano le lucky loser, ossia le giocatrici che hanno perso nell'ultimo turno ma che hanno una classifica più alta rispetto alle altre partecipanti che avevano comunque perso nel turno finale.

## Teste di serie
1. Antonia Ružić (qualificata)
2. Lulu Sun (qualificata)
3. Cristina Bucșa (qualificata)
4. Léolia Jeanjean (qualificata)

1. Diane Parry (ultimo turno)
2. Kayla Cross (ultimo turno)
3. Elvina Kalieva (ultimo turno)
4. Mei Yamaguchi (primo turno)

## Qualificate
1. Antonia Ružić
2. Lulu Sun

1. Cristina Bucșa
2. Léolia Jeanjean

## Tabellone

### Legenda
| - Q = Qualificato - WC = Wild card - LL = Lucky loser | - ALT = Alternate - SE = Special Exempt - PR = Protected Ranking | - w/o = Walkover - r = Ritirato - d = Squalificato |

### Sezione 1
|  | Primo turno | Primo turno      | Primo turno      | Primo turno | Primo turno |  |  | Secondo turno | Secondo turno | Secondo turno | Secondo turno | Secondo turno |  |
|  |             |                  |                  |             |             |  |  |               |               |               |               |               |  |
|  | 1           | Antonia Ružić    | Antonia Ružić    | 6           | 6           |  |  |               |               |               |               |               |  |
|  | WC          | Bianca Fernandez | Bianca Fernandez | 3           | 1           |  |  | 1             | Antonia Ružić | Antonia Ružić | 6             | 6             |  |
|  |             | You Xiaodi       | You Xiaodi       | 6           | 6           |  |  |               | You Xiaodi    | You Xiaodi    | 0             | 4             |  |
|  | 8           | Mei Yamaguchi    | Mei Yamaguchi    | 3           | 0           |  |  |               |               |               |               |               |  |

### Sezione 2
|  | Primo turno | Primo turno    | Primo turno    | Primo turno | Primo turno |  |  | Secondo turno | Secondo turno | Secondo turno | Secondo turno | Secondo turno |  |
|  |             |                |                |             |             |  |  |               |               |               |               |               |  |
|  | 2           | Lulu Sun       | Lulu Sun       | 6           | 7           |  |  |               |               |               |               |               |  |
|  |             | Lea Ma         | Lea Ma         | 3           | 62          |  |  | 2             | Lulu Sun      | Lulu Sun      | 6             | 7             |  |
|  |             | Amandine Hesse | Amandine Hesse | 2           | 4           |  |  | 5             | Diane Parry   | Diane Parry   | 4             | 65            |  |
|  | 5           | Diane Parry    | Diane Parry    | 6           | 6           |  |  |               |               |               |               |               |  |

### Sezione 3
|  | Primo turno | Primo turno       | Primo turno       | Primo turno | Primo turno |  |  | Secondo turno | Secondo turno  | Secondo turno  | Secondo turno | Secondo turno |  |
|  |             |                   |                   |             |             |  |  |               |                |                |               |               |  |
|  | 3           | Cristina Bucșa    | Cristina Bucșa    | 6           | 6           |  |  |               |                |                |               |               |  |
|  |             | Lia Karatančeva   | Lia Karatančeva   | 2           | 1           |  |  | 3             | Cristina Bucșa | Cristina Bucșa | 6             | 6             |  |
|  | WC          | Julia García Ruiz | Julia García Ruiz | 3           | 3           |  |  | 6             | Kayla Cross    | Kayla Cross    | 1             | 4             |  |
|  | 6           | Kayla Cross       | Kayla Cross       | 6           | 6           |  |  |               |                |                |               |               |  |

### Sezione 4
|  | Primo turno | Primo turno         | Primo turno         | Primo turno | Primo turno |  |  | Secondo turno | Secondo turno   | Secondo turno   | Secondo turno | Secondo turno |  |
|  |             |                     |                     |             |             |  |  |               |                 |                 |               |               |  |
|  | 4           | Léolia Jeanjean     | Léolia Jeanjean     | 6           | 6           |  |  |               |                 |                 |               |               |  |
|  |             | Anna Sisková        | Anna Sisková        | 4           | 0           |  |  | 4             | Léolia Jeanjean | Léolia Jeanjean | 6             | 6             |  |
|  |             | Nicole Fossa Huergo | Nicole Fossa Huergo | 3           | 2           |  |  | 7             | Elvina Kalieva  | Elvina Kalieva  | 2             | 3             |  |
|  | 7           | Elvina Kalieva      | Elvina Kalieva      | 6           | 6           |  |  |               |                 |                 |               |               |  |